# Келд Нойс
Келд Ноис (на нидерландски: Kjeld Nuis, [kjɛlt nœys]) е нидерландски състезател по бързо пързаляне с кънки.
Роден е на 10 ноември 1989 година в Лайден.
Двукратен олимпийски шампион на Зимни олимпийски игри 2018 в Пьонгчанг, Южна Корея.

## Лични рекорди
- 500 м – 34,79 (13.12.2015,  Калгари)
- 1000 м – 1.06,61 (25.2.2017,  Калгари)
- 1500 м – 1.42,14 (20.11.2015,  Солт Лейк Сити)
- 3000 м – 3.59,96 (2007)
- 5000 м – 7.21,30 (2008)

## Успехи
Олимпийски игри:
- Шампион (2): 2018 в Пьонгчанг

Световни първенства:
- Шампион (2): 2017
  -  Сребърен медал (4): 2011, 2012, 2016
    -  Бронзов медал (3): 2015, 2016, 2017

Европейски първенства:
- Сребърен медал (4): 2017

## Зимни олимпийски игри
| Олимпийски игри            | Място     | Държава    | дисциплина    | класиране |
| -------------------------- | --------- | ---------- | ------------- | --------- |
| Зимни олимпийски игри 2014 | Сочи      | Русия      | свободен стил | сребро    |
| Зимни олимпийски игри 2018 | Пьонгчанг | Южна Корея | свободен стил | злато     |
| Зимни олимпийски игри 2018 | Пьонгчанг | Южна Корея | 1500 м.       | злато     |
| Зимни олимпийски игри 2018 | Пьонгчанг | Южна Корея | 1000 м.       | злато     |